# Bernd Reifenberg
Bernd Reifenberg (* 30. August 1955 in Nienburg/Weser) ist ein deutscher Germanist und Bibliothekar.

## Leben und Wirken
Bernd Reifenberg studierte Germanistik und Biologie; nach dem Staatsexamen für den höheren Schuldienst promovierte er 1989 an der Universität Göttingen. Anschließend war er zunächst wissenschaftlicher Angestellter an der Herzog-August-Bibliothek in Wolfenbüttel. Im Jahre 1990 begann er als Bibliotheksreferendar an der Universitätsbibliothek Braunschweig seine Ausbildung für dem höheren Bibliotheksdienst und legte die Fachprüfung hierfür 1992 an der Fachhochschule für Bibliotheks- und Dokumentationswesen in Köln ab. Als wissenschaftlicher Angestellter war er von 1992 bis 1995 am Seminar für Deutsche Philologie der Universität Göttingen tätig. Von 1995 bis 1998 war er wissenschaftlicher Bibliothekar an der Landesbibliothek Mecklenburg-Vorpommern in Schwerin. Von 1998 bis zu seinem Eintritt in den Ruhestand 2021 war er an der Universitätsbibliothek Marburg als Fachreferent tätig und leitete zudem die Abteilung für Historische Bestände und Bestandserhaltung.
Neben literaturwissenschaftlichen Arbeiten beschäftigt sich Reifenberg mit der Universitätsbibliothek Marburg und vor allem mit der Problematik geraubter Bücher aus jüdischem Besitz in deutschen Bibliotheken.

## Veröffentlichungen (Auswahl)
- Die „schöne Ordnung“ in Clemens Brentanos ‚Godwi‘' und ‚Ponce de Leon‘ (= Palaestra, Bd. 291). Vandenhoeck & Ruprecht, Göttingen 1990, ISBN 3-525-20564-3 (Dissertation Universität Göttingen).
- Von der Zungenentzündung zur Herzentzündung. Perspektivenprobleme in Brentanos „Godwi“. In: Armin Paul Frank (Hrsg.): Frühe Formen mehrperspektivischen Erzählens von der Edda bis Flaubert. Ein Problemaufriß. Erich Schmidt, Berlin 1991, S. 114–126, ISBN 3-503-03016-6.
- Lessing und die Bibliothek (= Wolfenbütteler Schriften zur Geschichte des Buchwesens, Bd. 23). Harrassowitz, Wiesbaden 1995, ISBN 3-447-03731-8.
- "De toute facon un poète". Zur Rezeption Herbert Achternbuschs in Frankreich. In: Horst Turk (Hrsg.): Aspekte des politischen Theaters von Calderón bis Georg Seidel (= Jahrbuch für internationale Germanistik, Reihe A, Bd. 40). Lang, Bern 1996, S. 389–420, ISBN 3-906755-75-4.
- (Red.): "Mein lieber theurer Freund ..." Friedrich Carl von Savignys Briefe an Johann Friedrich Ludwig Göschen. Eine Neuerwerbung der Universitätsbibliothek Marburg (= Schriften der Universitätsbibliothek Marburg, Bd. 96). Marburg 2000, ISBN 3-8185-0294-3.
- (Red.): Die Universitätsbibliothek Marburg (= Schriften der Universitätsbibliothek Marburg, Bd. 100). Marburg 2000, ISBN 3-8185-0318-4.
- Eine wissenschaftliche Bibliothek als Sammelstelle für indizierte Literatur. Zur Rückgabe von sechs Büchern an die Erben des deutsch-jüdischen Fabrikanten Max Wolf. In: Ulf Häder (Hrsg.): Beiträge öffentlicher Einrichtungen der Bundesrepublik Deutschland zum Umgang mit Kulturgütern aus ehemaligem jüdischen Besitz. Koordinierungsstelle für Kulturgutverluste, Magdeburg 2001, S. 233–243, ISBN 3-00-008868-7.
- Verboten ... und wieder in Gefahr. Die Restaurierung der im Dritten Reich verbotenen Bücher in der Universitätsbibliothek Marburg (= Schriften der Universitätsbibliothek Marburg, Bd. 117). Marburg 2003, ISBN 3-8185-0388-5.
- (Hrsg., mit Sven Kuttner): Das bibliothekarische Gedächtnis. Aspekte der Erinnerungskultur an braune Zeiten im deutschen Bibliothekswesen (= Schriften der Universitätsbibliothek Marburg, Bd. 119). Marburg 2004, ISBN 3-8185-0392-3.
- (Red.): Keplers Logarithmen und andere Marburger Frühdrucke (= Schriften der Universitätsbibliothek Marburg, Bd. 123). Marburg 2005, ISBN 3-8185-0412-1.
- (Hrsg.): Die Suche nach NS-Raubgut in deutschen Bibliotheken. Recherchestand, Probleme, Lösungswege (= Schriften der Universitätsbibliothek Marburg, Bd. 126). Marburg 2006, ISBN 3-8185-0429-6.
- (Hrsg., mit Eckart Conze): Displaced books. NS-Raubgut in der Universitätsbibliothek Marburg (= Schriften der Universitätsbibliothek Marburg, Bd. 127). Marburg 2006, ISBN 3-8185-0435-0.
- (mit Veronica Albrink): Eine Umfrage unter deutschen Bibliotheken zum Thema "NS-Raubgut". In: Regine Dehnel (Hrsg.): Jüdischer Buchbesitz als Raubgut (= Zeitschrift für Bibliothekswesen und Bibliographie, Sonderhefte, Bd. 88). Klostermann, Frankfurt/M. 2006, S. 265–276, ISBN 3-465-03448-1.
- Ein Leitfaden für die Suche nach NS-Raubgut in Bibliotheken. In: Daniela Lülfing (Hrsg.): "Geld ist rund und rollt weg, aber Bildung bleibt" (= Zeitschrift für Bibliothekswesen und Bibliographie, Sonderhefte, Bd. 89). Klostermann, Frankfurt/M. 2006, S. 171–175, ISBN 3-465-03455-4.
- (Hrsg., mit Margret Lemberg): Die Universitätsbibliothek Marburg im Königreich Westfalen (= Schriften der Universitätsbibliothek Marburg, Bd. 130). Marburg 2007, ISBN 3-8185-0451-2.
- Beispiel Marburg. NS-Raubgut in den Büchersendungen von Reichstauschstelle und Preußischer Staatsbibliothek. In: Hans Erich Bödeker (Hrsg.): NS-Raubgut, Reichstauschstelle und Preußische Staatsbibliothek. Saur, München 2008, S. 121–134, ISBN 3-598-11777-9.
- "Eigentlich schade, dass Sie so spät damit angefangen haben". NS-Raubgut aus jüdischem Besitz in der Universitätsbibliothek Marburg – Recherche und Restitution. In: Stefan Alker-Windbichler (Hrsg.): Bibliotheken in der NS-Zeit. Provenienzforschung und Bibliotheksgeschichte. V & R Unipress, Göttingen 2008, S. 59–74, ISBN 978-3-89971-450-0.
- (Hrsg., mit Ruth Heftrig): Wissenschaft zwischen Ost und West. Der Kunsthistoriker Richard Hamann als Grenzgänger (= Schriften der Universitätsbibliothek Marburg, Bd. 134). Jonas-Verlag, Marburg 2009, ISBN 978-3-89445-427-2.
- (mit Margret Lemberg): Hessenland. Die Hassiaca-Sammlung der Universitätsbibliothek Marburg (= Schriften der Universitätsbibliothek Marburg, Bd. 135). Jonas-Verlag, Marburg 2009, ISBN 978-3-89445-428-9.
- Der lange Weg zur Restitution. In: Ira Kasperowski (Hrsg.): NS-Raubgut in hessischen Bibliotheken. Universitätsbibliothek Gießen 2014, S. 155–174, ISBN 978-3-944682-02-0.